# کتابخانه تخصصی پژوهشگاه پلیمر و پتروشیمی
کتابخانه تخصصی پژوهشگاه پلیمر و پتروشیمی ایران در سال۱۳۶۵ همزمان با تاسیس خود پژوهشگاه آغاز نموده است. ودر حال حاضر در ساختمان اصلی پژوهشگاه قرار دارد هدف این کتابخانه تخصصی فراهم آوری ، تهیه و نگهداری منابع علمی در زمینه تکنولوژی و مهندسی پلیمر می باشد.

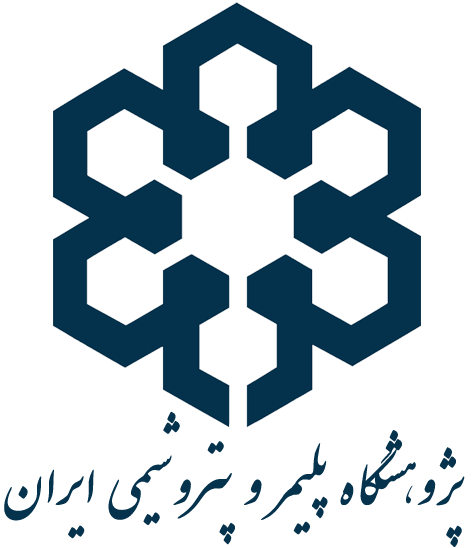

| کشور   | ایران                                                                                           |
| ------ | ----------------------------------------------------------------------------------------------- |
| تاسیس  | ۱۳۶۵                                                                                            |
| موقعیت | تهر ان، کیلومتر ۱۵ اتوبان تهران -کرج، شهرک علم و فناوری، بلوار پژوهش، پژوهشگاه پلیمر و پتروشیمی |
| مدیر   | حمزه غفاری آذر                                                                                  |

## بخش های منابع کتابخانه

#### سفارش و فراهم آوری
وظیفه این بخش شناسایی، انتخاب، گردآوری و به طور کلی فراهم آوری منابع علمی می باشد. فرمت‌های تهیه منابع در این بخش از کتابخانه چاپی یا الکترونیکی است و روش‌های تهیه منابع در این بخش خرید، اشتراک، مبادله بین کتابخانه ای، اهدا منابع علمی است.

#### فهرست‌نویسیونمایه‌سازی
رده‌بندی، فهرست‌نویسی، نمایه‌سازی وظایف این بخش از کتابخانه است که منابع علمی فهرست‌نویسی و نمایه‌سازی دز این بخش عبارت‌اند از: منابع دیداری و شنیداری، پایان‌نامه، استانداردها، گزارش پروژه‌های تحقیقاتی، مجموعه مقالات کنفرانس‌ها و سمینارها و بستر قرار گیری اطلاعات کتابشناختی در نرم‌افزار سیمرغ است و پردازش و بازیابی تحت وب می‌باشد،و طریق شبکه‌های محلی و جهانی قابل دسترس و جستجو می‌باشد.

### امانت
بخش امانت به صورت قفسه باز قرار گرفته منابع بخش امانت عبارت اند از: کتب امانی فارسی و لاتین، منابع دیداری و شنیداری و وظایف این بخش خدمات و سرویس‌دهی به محققان می‌باشد و سیستم رده‌بندی به صورت LC است.

#### بخش مرجع، اسناد و مدارک علمی
منابع بخش مرجع عبارت‌اند از: دائرةالمعارف، منابع راهنما، دستنامه، سالنامه، واژه‌نامه عمومی و تخصصی، گزارش، بخش پایان‌نامه دانشجویی و کارشناسی ارشد و دکتری، کنفرانس‌ها، سمینارهاِی ملی و بین‌المللی و جزوات کارگاه‌های آموزشی است.

### نشریات ادواری
نحوه دسترسی به مجلات علمی فارسی به صورت چاپی و آنلاین و همچنین مجلات علمی به صورت آنلاین است.

### بخش خدمات اطلاع‌رسانی و تامین مدرک
روش‌های تامین مدرک به صورت کنسرسیوم تامین منابع علمی وزارت علوم قراردادهای فی‌مابین، کتابخانه دانشگاهی و مراکز پژوهشی و شرکت‌های اطلاع‌رسانی، روش‌های ارائه منابع اشتراک منابع، امانت بین کتابخانه ای و خدمات تحویل مرجع است ارائه جستجو و اطلاع‌یابی و پایگاه‌های اطلاعاتی، منابع و مجلات الکترونیکی و سایت های علمی و تخصصی از وظایف این بخش از کتابخانه می‌باشد و همچنین وظیفه آموزشی آشنایی مراجعان جهت اطلاع‌یابی و جستجو منابع الکترونیکی است.

### کتابخانه دیجیتالی
خدمات کتابخانه دیجیتال به صورت پایان‌نامه‌ها و کتاب‌های فارسی و لاتین به صورت آنلاین جهت دسترسی و مطالعه سایت کتابخانه دیجیتالی قرار گرفته است و زمان راه اندازی از سال ۱۳۹۶ و نرم‌افزار سیمرغ می باشد.

## راه‌های دسترسی به کتابخانه
آدرس سایت پژوه شگاه:http://www.ippi.ac.ir
آدرس کتابخانه دیجیتالی : Digital-library.ippi.ac.ir
آدرس پژوهشگاه: تهران، کیلومتر۱۵ اتوبان تهران- کرج، شهرک علم و فناوری، بلوار پژوهش، پژوهشگاه پلیمر و پتروشیمی ایران
شماره تماس پژوهشگاه: ۴۸۶۶۶